# Mimardaris
Mimardaris este un gen de fluturi din familia Hesperiidae. 

## Specii
- Mimardaris aerata (Godman & Salvin, 1879) Columbia
- Mimardaris lomax (Evans, 1951) Peru
- Mimardaris minthe (Godman & Salvin, 1879) Ecuador
- Mimardaris montra (Evans, 1951) Peru.
- Mimardaris pityusa (Hewitson, 1857 Columbia, Ecuador
- Mimardaris porus (Plötz, 1879) Columbia , Peru.
- Mimardaris sela (Hewitson, 1866); Columbia, Ecuador, Bolivia , Peru [1]